# La Varietà
La Varietà (1882. – 1896.) jedne su od povijesnih riječkih novina tiskanih u riječkoj tiskari Emidia Mohovicha (Stabilimento Tipo-litografico Fiumano di E. Mohovich). Izlazile su jednom tjedno (nedjeljom), a deviza im je bila Novine za svakoga (la giornale per tutti). Urednici su bili Luigi Egidio (nakladnik i odgovorni urednik od prvog broja prve godine, 1882.);  Giuseppe Eugenio Emili (nakladnik i odgovorni urednik od petog broja druge godine, 29. travnja 1883.) i Adolfo Pellegrini (nakladnik i odgovorni urednik od 27. broja pete godine, 1886.) Rubrike su bile: Lokalna kronika, Telegrafske vijesti, Vremenska predskazivanja, Dolazak i odlazak brodova i vlakova itd. Od 1887. godine novine su počele izlaziti dnevno. 

## Dostupnost
U Sveučilišnoj knjižnici u Rijeci sačuvana su i digitalizirana godišta 1883., 1884., 1885., 1886. i 1887.

## Vanjske poveznice
- Digitalizirane novine u fondu SVKRI. libraries.uniri.hr. Pristupljeno 7. ožujka 2023.